# Alfons Väth
Alfons Väth (* 1874 in Werbachhausen; † 1937 in Bonn) war ein deutscher Jesuit und Historiker.
In den Jahren von 1899 bis 1903 arbeitete er in Bombay, Indien. Von 1910 bis 1916 war er Professor für englische und indische Geschichte am St. Xavier’s College in Bombay. Von 1918 bis 1925 war Väth Schriftleiter der Zeitschrift Die katholischen Missionen. Er veröffentlichte über 80 Bücher und zahlreiche Beiträge in wissenschaftlichen Zeitschriften.
Sein wohl bekanntestes Werk ist die 1933 veröffentlichte Biographie Johann Adam Schall von Bell SJ: Missionar in China, kaiserlicher Astronom und Ratgeber am Hofe von Peking 1592–1666, das 1991 in einer Neuauflage erschien.

## Veröffentlichungen (Auswahl)
- Der heilige Thomas, der Apostel Indiens : Eine Untersuchung über den historischen Gehalt der Thomas-Legende, Abhandlungen aus Missionskunde und Missionsgeschichte, Heft 4, Aachen 1918
- Eine Entscheidungsstunde der katholischen Weltmission, in: Abhandlungen aus Missionskunde und Missionsgeschichte, 16. Heft, Aachen 1920
- Unter dem Kreuzesbanner : Die ehrwürdige Mutter Maria Theresia Haze u. ihre Stiftung "Die Genossenschaft der Töchter vom heiligen Kreuz", 2. Aufl., Düsseldorf 1929
- Johann Adam Schall von Bell SJ: Missionar in China, kaiserlicher Astronom und Ratgeber am Hofe von Peking 1592–1666, Köln 1933 (NA Nettetal 1991, ISBN 3-8050-0287-4)
- Die Inder, Geschichte der führenden Völker, Bd. 28, Freiburg 1934